# Liste des députés de la législature 2004-2009 de la Chambre des députés du Luxembourg
- Gouvernement (38) :
- CSV (24)
- LSAP (14)
- Opposition (22) :

Diagramme de la Chambre des députés luxembourgeoise au 3 août 2004 :
CSV (24)
LSAP (14)
DP (10)
Gréng (7)
ADR (5)

Cet article donne la liste des 60 députés luxembourgeois de la législature 2004-2009 de la Chambre des députés du Luxembourg.

## Méthodologie

Circonscriptions électorales du Luxembourg.

La répartition politique des députés siégeant à la Chambre reflète les résultats électoraux, mais leur représentation géographique est prédéterminée : parmi les 60 députés, 23 viennent de la circonscription Sud, 21 du Centre, 9 du Nord et 7 de l’Est.
La liste recense les députés siégeant à la Chambre des députés, soit élus à l'issue des élections législatives du 13 juin 2004, soit remplaçant les élus ayant été nommés au gouvernement ou décédés. Pour chaque député, la liste précise sa circonscription d'élection ainsi que le parti auquel il appartient. Sauf indication contraire, les députés siégeant ont été élus lors des élections législatives de juin 2004.
Lors de la nomination au gouvernement ou du décès d'un député, son suppléant devient député. En outre, les ministres élus quittant le gouvernement peuvent retrouver leur siège.

## Groupes parlementaires et sensibilités politiques
La Chambre des députés compte cinq groupes parlementaires.
|  |  | Groupes parlementaires et sensibilités politiques                                                                   | Membres                     | Président       | Positionnement |  |
|  |  | --- | --------------------------- | --------------- | -------------- |  |
|  |  | Parti populaire chrétien-social (lb) Chrëschtlech-Sozial Vollekspartei                                              | 24                          | Michel Wolter   | Gouvernement   |  |
|  |  | Parti ouvrier socialiste luxembourgeois (lb) Lëtzebuerger Sozialistesch Aarbechterpartei                            | 14                          | Ben Fayot       | Gouvernement   |  |
|  |  | |                             |                 |                |  |
|  |  | Parti démocratique (lb) Demokratesch Partei                                                                         | 10                          | Henri Grethen   | Opposition     |  |
|  |  | Les Verts (lb) déi gréng                                                                                            | 7                           | François Bausch | Opposition     |  |
|  |  | Comité d'action pour la démocratie et des retraites justes (lb) Aktiounskomitee fir Demokratie a Rentegerechtegkeet | 5 (2004-2006) 4 (2006-2009) | Gaston Gibéryen | Opposition     |  |
|  |  | Indépendants | 1 (2006-2009)               | -               | Opposition     |  |

## Composition de la Chambre des députés

### Liste des députés
Le 3 août 2004, Lucien Weiler est élu président de la Chambre des députés. Les vice-présidents de la Chambre sont Laurent Mosar (CSV), Jos Scheuer (LSAP) et Niki Bettendorf (DP).
| Photos | Député                 | Circonscription | Parti | Parti       |
| ------ | ---------------------- | --------------- | ----- | ----------- |
|        | Alex Bodry             | Sud             |       | LSAP        |
|        | John Castegnaro        | Sud             |       | LSAP        |
|        | Lydia Mutsch           | Sud             |       | LSAP        |
|        | Michel Wolter          | Sud             |       | CSV         |
|        | Marc Spautz            | Sud             |       | CSV         |
|        | Fred Sunnen            | Sud             |       | CSV         |
|        | Marcel Glesener        | Sud             |       | CSV         |
|        | Norbert Haupert        | Sud             |       | CSV         |
|        | Lydie Err              | Sud             |       | LSAP        |
|        | Jean Huss              | Sud             |       | Gréng       |
|        | Gaston Gibéryen        | Sud             |       | ADR         |
|        | Claude Meisch          | Sud             |       | DP          |
|        | Aly Jaerling           | Sud             |       | Indépendant |
|        | Lucien Clement         | Est             |       | CSV         |
|        | Carlo Wagner           | Est             |       | DP          |
|        | Jos Scheuer            | Est             |       | LSAP        |
|        | Robert Mehlen          | Est             |       | ADR         |
|        | Henri Kox              | Est             |       | Gréng       |
|        | Laurent Mosar          | Centre          |       | CSV         |
|        | François Bausch        | Centre          |       | Gréng       |
|        | Anne Brasseur          | Centre          |       | DP          |
|        | Paul-Henri Meyers      | Centre          |       | CSV         |
|        | Lucien Thiel           | Centre          |       | CSV         |
|        | Ben Fayot              | Centre          |       | LSAP        |
|        | Xavier Bettel          | Centre          |       | DP          |
|        | Colette Flesch         | Centre          |       | DP          |
|        | Viviane Loschetter     | Centre          |       | Gréng       |
|        | Jacques-Yves Henckes   | Centre          |       | ADR         |
|        | Claude Adam            | Centre          |       | Gréng       |
|        | Charles Goerens        | Nord            |       | DP          |
|        | Marco Schank           | Nord            |       | CSV         |
|        | Ali Kaes               | Nord            |       | CSV         |
|        | Lucien Weiler          | Nord            |       | CSV         |
|        | Camille Gira           | Nord            |       | Gréng       |
|        | Jean-Pierre Koepp      | Nord            |       | ADR         |
|        | Romain Schneider       | Nord            |       | LSAP        |
|        | Vera Spautz            | Sud             |       | LSAP        |
|        | Félix Braz             | Sud             |       | Gréng       |
|        | Paul Helminger         | Centre          |       | DP          |
|        | Jean-Pierre Klein      | Centre          |       | LSAP        |
|        | Nancy Kemp-Arendt      | Sud             |       | CSV         |
|        | Roland Schreiner       | Sud             |       | LSAP        |
|        | Claudia Dall'Agnol     | Sud             |       | LSAP        |
|        | Roger Negri            | Sud             |       | LSAP        |
|        | Christine Doerner      | Sud             |       | CSV         |
|        | Marie-Josée Frank      | Est             |       | CSV         |
|        | Françoise Hetto-Gaasch | Est             |       | CSV         |
|        | Marcel Oberweis        | Centre          |       | CSV         |
|        | Martine Stein-Mergen   | Centre          |       | CSV         |
|        | Marc Angel             | Centre          |       | LSAP        |
|        | Marcel Sauber          | Centre          |       | CSV         |
|        | Fernand Diederich      | Centre          |       | LSAP        |
|        | Jean-Paul Schaaf       | Nord            |       | CSV         |
|        | Sylvie Andrich-Duval   | Sud             |       | CSV         |
|        | Alexandre Krieps       | Centre          |       | DP          |
|        | Gilles Roth            | Sud             |       | CSV         |
|        | Eugène Berger          | Sud             |       | DP          |
|        | Fernand Etgen          | Nord            |       | DP          |
|        | Fabienne Gaul          | Centre          |       | CSV         |
|        | Raymond Weydert        | Centre          |       | CSV         |

### Mandats clos en cours de législature
Les élus suivants ont mis fin prématurément à leur mandat.
| Photos | Député                           | Circonscription | Parti | Parti | Raison                            | Date             | Remplaçant             |
| ------ | -------------------------------- | --------------- | ----- | ----- | --------------------------------- | ---------------- | ---------------------- |
|        | Marc Zanussi                     | Sud             |       | LSAP  | Mort avant son entrée en fonction | 24 juin 2004     | Vera Spautz            |
|        | Claude Turmes                    | Sud             |       | Gréng | Élection au Parlement européen    | 20 juillet 2004  | Félix Braz             |
|        | Lydie Polfer                     | Centre          |       | DP    | Élection au Parlement européen    | 20 juillet 2004  | Paul Helminger         |
|        | Erna Hennicot-Schoepges          | Centre          |       | CSV   | Élection au Parlement européen    | 20 juillet 2004  | Patrick Santer         |
|        | Robert Goebbels                  | Centre          |       | LSAP  | Élection au Parlement européen    | 20 juillet 2004  | Jean-Pierre Klein      |
|        | Jean-Claude Juncker              | Sud             |       | CSV   | Nomination dans le gouvernement   | 31 juillet 2004  | François Maroldt       |
|        | François Biltgen                 | Sud             |       | CSV   | Nomination dans le gouvernement   | 31 juillet 2004  | Nancy Kemp-Arendt      |
|        | Mars Di Bartolomeo               | Sud             |       | LSAP  | Nomination dans le gouvernement   | 31 juillet 2004  | Roland Schreiner       |
|        | Jean Asselborn                   | Sud             |       | LSAP  | Nomination dans le gouvernement   | 31 juillet 2004  | Claudia Dall'Agnol     |
|        | Lucien Lux                       | Sud             |       | LSAP  | Nomination dans le gouvernement   | 31 juillet 2004  | Roger Negri            |
|        | Jean-Marie Halsdorf              | Sud             |       | CSV   | Nomination dans le gouvernement   | 31 juillet 2004  | Christine Doerner      |
|        | Fernand Boden                    | Est             |       | CSV   | Nomination dans le gouvernement   | 31 juillet 2004  | Marie-Josée Frank      |
|        | Octavie Modert                   | Est             |       | CSV   | Nomination dans le gouvernement   | 31 juillet 2004  | Françoise Hetto-Gaasch |
|        | Luc Frieden                      | Centre          |       | CSV   | Nomination dans le gouvernement   | 31 juillet 2004  | Marcel Oberweis        |
|        | Claude Wiseler                   | Centre          |       | CSV   | Nomination dans le gouvernement   | 31 juillet 2004  | Martine Stein-Mergen   |
|        | Jeannot Krecké                   | Centre          |       | LSAP  | Nomination dans le gouvernement   | 31 juillet 2004  | Marc Angel             |
|        | Jean-Louis Schiltz               | Centre          |       | CSV   | Nomination dans le gouvernement   | 31 juillet 2004  | Marcel Sauber          |
|        | Mady Delvaux-Stehres             | Centre          |       | LSAP  | Nomination dans le gouvernement   | 31 juillet 2004  | Fernand Diederich      |
|        | Marie-Josée Jacobs               | Nord            |       | CSV   | Nomination dans le gouvernement   | 31 juillet 2004  | Jean-Paul Schaaf       |
|        | Nelly Stein                      | Sud             |       | CSV   | Morte en fonction                 | 12 août 2005     | Sylvie Andrich-Duval   |
|        | Niki Bettendorf                  | Centre          |       | DP    | Démission                         | 9 octobre 2006   | Alexandre Krieps       |
|        | François Maroldt                 | Sud             |       | CSV   | Démission                         | 31 mai 2007      | Gilles Roth            |
|        | Henri Grethen                    | Sud             |       | DP    | Démission                         | 19 décembre 2007 | Eugène Berger          |
|        | Emile Calmes                     | Nord            |       | DP    | Démission                         | 20 décembre 2007 | Fernand Etgen          |
|        | Marie-Thérèse Gantenbein-Koullen | Centre          |       | CSV   | Démission                         | 31 janvier 2009  | Fabienne Gaul          |
|        | Patrick Santer                   | Centre          |       | CSV   | Démission                         | 11 mars 2009     | Raymond Weydert        |